# Sædder Sogn
Sædder Sogn er et sogn i Køge Provsti (Roskilde Stift).
Indtil 1892 var Sædder Sogn anneks til Herfølge Sogn. Begge sogne hørte til Bjæverskov Herred i Præstø Amt. Hvert af dem dannede sin egen sognekommune. Herfølge og Sædder lagde sig i 1968 frivilligt sammen til Herfølge Kommune, som ved kommunalreformen i 1970 blev indlemmet i Køge Kommune.
I Sædder Sogn ligger Sædder Kirke og Ingelstrup Kapel.
I sognet findes følgende autoriserede stednavne:
- Algestrup (bebyggelse, ejerlav)
- Fruedal (bebyggelse)
- Grevindeskov (areal, bebyggelse)
- Hejede Huse (bebyggelse)
- Hejnerup (bebyggelse, ejerlav)
- Ingelstrup (bebyggelse, ejerlav)
- Kanderød (bebyggelse, ejerlav)
- Ringsbjerg (bebyggelse, ejerlav)
- Ringsbjerg Tved (bebyggelse)
- Sonnerup (bebyggelse, ejerlav)
- Sædder (bebyggelse, ejerlav)
- Sædder (ejerlav)
- Tolstrup Gårde (bebyggelse, ejerlav)